# 京丹高速动车组列车
京丹高速动车组列车是中国铁路运行于首都北京市北京朝阳站至辽宁省丹东市丹东站间的高速动车组列车，自2015年9月1日起开行，现每日开行2对列车，其中G963/964次列车由北京局集团北京客运段担任客运乘务，G3691/3692次列车由沈阳局集团沈阳客运段担任客运乘务。

## 历史
2015年9月1日，配合沈丹客运专线通车，新增北京南~丹东G395/396次、G397/398次列车。
2021年1月22日，配合京哈客运专线北京朝阳至承德南段通车，新增北京朝阳站至丹东站的高速动车组列车。同年6月25日，停运G395/396次、G397/398次列车。
2024年1月10日，G3694次列车由北京朝阳站经东星、京哈、北京地下直径线延长至北京西站。
2025年7月1日，原G3693/3694次改为G963/964次。

## 使用列车
G963/964次列车使用配属北京局集团北京朝阳动车运用所的CR400AF-G，重联运行；G3691/3692次列车使用配属沈阳局集团沈阳北动车运用所的CRH380BG，重联运行。